# Bank Negara Malaysia
Bank Negara Malaysia – bank centralny Malezji. Powstał w 1959 roku, a jego siedziba znajduje się w Kuala Lumpur.